# Matrimonio igualitario en África
En África han surgido intensos debates a nivel social, político y religioso en torno a los actos homosexuales; tanto como para la despenalización de la homosexualidad en países que la criminalizan, siendo en la actualidad el continente que tiene la mayor cantidad de leyes de este tipo, como para el otorgamiento de mayores derechos para las minorías sexuales, entre ellos, la protección contra la discriminación y el reconocimiento a parejas del mismo sexo a través del matrimonio igualitario o la unión civil.

## Historia antigua

### Antiguo Egipto
Si bien no existen muchos registros sobre uniones del mismo sexo en el Antiguo Egipto, reportes del egiptólogo alemán, Georg Steindorff, quien exploró el oasis de Siwa a comienzos del siglo XX, describieron lo común de las relaciones homosexuales en el lugar y que la práctica de rituales de uniones entre personas del mismo sexo era considerada como una forma de matrimonio.

### Reconocimientos tribales
A pesar de que en la actualidad, en algunos países africanos, las autoridades políticas y religiosas locales han argumentado contra la homosexualidad que es un «vicio» traído por los colonialistas europeos, investigaciones realizadas por antropólogos, etnólogos, arqueólogos e historiadores han demostrado que los actos homosexuales ya estaban presentes en el periodo precolonial. Entre las prácticas que fueron observadas, se cuentan relaciones sexuales entre hombres y entre mujeres, y travestismo masculino y femenino en tribus con definidos roles de género. A comienzos del siglo XVII, los misioneros portugueses Gaspar Azevereduc y Antonius Sequeirus, encontraron en las cercanías de Luanda, actual Angola, hombres afeminados que hablaban, se sentaban y vestían como mujer, y ellos contraían matrimonio con hombres varoniles, siendo tales uniones consideradas como «honrosas e incluso preciadas». Asimismo, han sido observados rituales de uniones afectivas entre mujeres en los pueblos Nandi y Kissi en el actual Kenia, el pueblo igbo mayormente en Nigeria, los Nuer en Sudán y los Kuria en Tanzania.

## Historia contemporánea
En la actualidad el único país africano que reconoce una unión del mismo sexo es Sudáfrica, que legalizó el matrimonio homosexual en 2006.

### Territorios africanos no soberanos
En los territorios dependientes bajo la jurisdicción de países transcontinentales aplican su respectiva legislación:
- En las islas Canarias, Ceuta y Melilla rige la legislación marital española que permite el matrimonio homosexual desde 2005.
- En las islas Azores y Madeira, rige la legislación marital portuguesa que permite el matrimonio homosexual desde 2010.
- En los departamentos de ultramar de Francia rige la legislación marital francesa que permite el matrimonio gay desde 2013.
- En los territorios británicos de ultramar, administrados por el Reino Unido, se aplican sus propias legislaciones que reconocen el matrimonio gay.